# Gunnar Mickwitz
Gunnar Mickwitz, född 19 oktober 1906 i Åbo, död 18 februari 1940 på Karelska näset, var en finländsk historiker.
Mickwitz blev docent vid Helsingfors universitet 1932 och avlade filosofie doktorsexamen 1936. Till en början utgav han en rad arbeten om penningväsen och näringsliv i kejsartidens Rom och Bysans, till exempel Geld und Wirtschaft im römischen Reich des vierten Jahrhunderts n. Chr. (1932). Därefter ägnade han sig åt utredning av Hansans yngre historia och handelsförhållandena i det gamla Reval, bland annat i Aus Revaler Handelsbüchern (1938).
Sedan Mickwitz stupat i vinterkriget instiftade Historiska föreningen en fond till hans minne; denna utdelar sedan 1992 årligen Gunnar Mickwitz pris till en ung historiker.
Mickwitz var gift med bibliotekarien Ann-Mari Mickwitz (1903–1978).